# LIVE CORE 完全版〜YUTAKA OZAKI LIVE IN TOKYO DOME 1988・9・12
『LIVE CORE 完全版〜YUTAKA OZAKI LIVE IN TOKYO DOME 1988・9・12』（ライブ コア かんぜんばん～ゆたかおざき ライブ イン とうきょうドーム せんきゅうひゃくはちじゅうはち きゅう いちに）は、日本のミュージシャン、シンガーソングライターである尾崎豊の17作目の映像作品。監督は佐藤輝。
2013年3月20日にワーナーミュージック・ジャパンよりDVDおよびBlu-ray Discでリリースされた。

## 解説
1988年9月12日に東京ドームで行われ、尾崎の公演の中で最多となる約5万6000人の観客を動員した「LIVE CORE」で演奏された曲で構成されている。
本作では1989年2月21日にVHSおよびLDで発売された作品『LIVE CORE』には権利の都合で収録されなかった音源も含め当日ライブで歌われた全26曲を収録している。
『LIVE CORE』ではライブ映像に加えてイメージ映像が追加されていたが、本作は純粋なライブ・ビデオとなっている。
映像はすべて尾崎の生前に尾崎の映像作品を製作していた佐藤輝によって再編集され、音源はマルチレコーディングされていたものが生前の尾崎のプロデューサーであった須藤晃のもとでリミックスされている。
本作ではDVD版とBlu-ray版がリリースされ、DVD版は2枚組のディスクに、Blu-ray版は1枚のディスクに収録されている。
また、Blu-ray版にのみ田島照久によるフォトギャラリーが収録されている。
ブックレットには落合昇平によるエッセイ（「LIVE CORE BOOKLET」からの転載）が掲載されている。

### ワーナーミュージック・ダイレクト限定盤
今作の発売元であるワーナーミュージックのオンラインショップでは1988年9月12日に東京ドームで実際にツアーTシャツとして販売されていたもの忠実に再現したものがついた限定盤が発売された。

## 収録曲

### DVD版
| 全作詞・作曲: 尾崎豊。 |                                         |        |            |       |
| #                      | タイトル                                | 作詞   | 作曲・編曲 | 時間  |
| 1.                     | 「リハーサル映像」                      | 尾崎豊 | 尾崎豊     | 2:33  |
| 2.                     | 「COLD WIND」                           | 尾崎豊 | 尾崎豊     | 6:42  |
| 3.                     | 「・ISM」                               | 尾崎豊 | 尾崎豊     | 4:15  |
| 4.                     | 「Driving All Night」                   | 尾崎豊 | 尾崎豊     | 5:22  |
| 5.                     | 「彼」(GRIEF)                           | 尾崎豊 | 尾崎豊     | 4:38  |
| 6.                     | 「米軍キャンプ」(BASE CAMP)             | 尾崎豊 | 尾崎豊     | 7:49  |
| 7.                     | 「Teenage Blue」                        | 尾崎豊 | 尾崎豊     | 4:44  |
| 8.                     | 「群衆の中の猫」(Cat In The Crowd)      | 尾崎豊 | 尾崎豊     | 6:10  |
| 9.                     | 「Forget-me-not」                       | 尾崎豊 | 尾崎豊     | 5:10  |
| 10.                    | 「LIFE」                                | 尾崎豊 | 尾崎豊     | 6:20  |
| 11.                    | 「時」(TОKI)                            | 尾崎豊 | 尾崎豊     | 5:59  |
| 12.                    | 「卒業」(GRADUATION)                    | 尾崎豊 | 尾崎豊     | 8:24  |
| 13.                    | 「遠い空」                              | 尾崎豊 | 尾崎豊     | 4:41  |
| 14.                    | 「Scrap Alley」                         | 尾崎豊 | 尾崎豊     | 4:07  |
| 15.                    | 「Scrambling Rock'n'Roll」              | 尾崎豊 | 尾崎豊     | 11:08 |
| 16.                    | 「紙切れとバイブル」(KAMIKIRE TО BIBLE) | 尾崎豊 | 尾崎豊     | 3:53  |
| 17.                    | 「Freeze Moon」                         | 尾崎豊 | 尾崎豊     | 7:08  |
| 18.                    | 「十七歳の地図」(SEVENTEEN'S MAP)       | 尾崎豊 | 尾崎豊     | 5:27  |

| 全作詞・作曲: 尾崎豊。 |                                       |        |            |       |
| #                      | タイトル                              | 作詞   | 作曲・編曲 | 時間  |
| 19.                    | 「路上のルール」(RULES ON THE STREET) | 尾崎豊 | 尾崎豊     | 5:17  |
| 20.                    | 「愛の消えた街」(LOVELESS TOWN)       | 尾崎豊 | 尾崎豊     | 8:22  |
| 21.                    | 「核」(CORE)                          | 尾崎豊 | 尾崎豊     | 9:01  |
| 22.                    | 「太陽の破片」(SCRATCH OF THE SUN)    | 尾崎豊 | 尾崎豊     | 7:43  |
| 23.                    | 「街路樹」(TREES LINING A STREET)     | 尾崎豊 | 尾崎豊     | 12:35 |
| 24.                    | 「シェリー」(Shelly)                  | 尾崎豊 | 尾崎豊     | 10:40 |
| 25.                    | 「I LOVE YOU」                        | 尾崎豊 | 尾崎豊     | 5:17  |
| 26.                    | 「理由」(REASОN)                      | 尾崎豊 | 尾崎豊     | 5:21  |
| 27.                    | 「僕が僕であるために」(MY SONG)       | 尾崎豊 | 尾崎豊     | 7:58  |
| 合計時間:              | 合計時間:                             | 176:59 |            |       |

### Blu-ray版
| 全作詞・作曲: 尾崎豊。 |                                       |        |            |       |
| #                      | タイトル                              | 作詞   | 作曲・編曲 | 時間  |
| 1.                     | 「リハーサル映像」                    | 尾崎豊 | 尾崎豊     | 2:33  |
| 2.                     | 「COLD WIND」                         | 尾崎豊 | 尾崎豊     | 6:42  |
| 3.                     | 「・ISM」                             | 尾崎豊 | 尾崎豊     | 4:15  |
| 4.                     | 「Driving All Night」                 | 尾崎豊 | 尾崎豊     | 5:22  |
| 5.                     | 「彼」(GRIEF)                         | 尾崎豊 | 尾崎豊     | 4:38  |
| 6.                     | 「米軍キャンプ」(BASE CAMP)           | 尾崎豊 | 尾崎豊     | 7:49  |
| 7.                     | 「Teenage Blue」                      | 尾崎豊 | 尾崎豊     | 4:44  |
| 8.                     | 「群衆の中の猫」(Cat In The Crowd)    | 尾崎豊 | 尾崎豊     | 6:10  |
| 9.                     | 「Forget-me-not」                     | 尾崎豊 | 尾崎豊     | 5:10  |
| 10.                    | 「LIFE」                              | 尾崎豊 | 尾崎豊     | 6:20  |
| 11.                    | 「時」                                | 尾崎豊 | 尾崎豊     | 5:59  |
| 12.                    | 「卒業」(GRADUATION)                  | 尾崎豊 | 尾崎豊     | 8:24  |
| 13.                    | 「遠い空」                            | 尾崎豊 | 尾崎豊     | 4:41  |
| 14.                    | 「Scrap Alley」                       | 尾崎豊 | 尾崎豊     | 4:07  |
| 15.                    | 「Scrambling Rock'n'Roll」            | 尾崎豊 | 尾崎豊     | 11:08 |
| 16.                    | 「紙切れとバイブル」                  | 尾崎豊 | 尾崎豊     | 3:53  |
| 17.                    | 「Freeze Moon」                       | 尾崎豊 | 尾崎豊     | 7:08  |
| 18.                    | 「十七歳の地図」(SEVENTEEN'S MAP)     | 尾崎豊 | 尾崎豊     | 5:27  |
| 19.                    | 「路上のルール」(RULES ON THE STREET) | 尾崎豊 | 尾崎豊     | 5:17  |
| 20.                    | 「愛の消えた街」(LOVELESS TOWN)       | 尾崎豊 | 尾崎豊     | 8:22  |
| 21.                    | 「核」(CORE)                          | 尾崎豊 | 尾崎豊     | 9:01  |
| 22.                    | 「太陽の破片」(SCRATCH OF THE SUN)    | 尾崎豊 | 尾崎豊     | 7:43  |
| 23.                    | 「街路樹」(TREES LINING A STREET)     | 尾崎豊 | 尾崎豊     | 12:35 |
| 24.                    | 「シェリー」(Shelly)                  | 尾崎豊 | 尾崎豊     | 10:40 |
| 25.                    | 「I LOVE YOU」                        | 尾崎豊 | 尾崎豊     | 5:17  |
| 26.                    | 「理由」                              | 尾崎豊 | 尾崎豊     | 5:21  |
| 27.                    | 「僕が僕であるために」(MY SONG)       | 尾崎豊 | 尾崎豊     | 7:58  |

## 曲解説
全曲、作詞・作曲：尾崎豊
- DVD版

DISC1
1. COLD WIND
2. ・ ISM
3. Driving All Night
4. 彼 - GRIEF
5. 米軍キャンプ - BASE CAMP
アコースティックギター1本での弾き語りのアレンジでの演奏となっている。
6. Teenage Blue
7. 群衆の中の猫 - Cat In The Crowd
8. Forget-me-not
9. LIFE
10. 時
11. 卒業 - GRADUATION
12. 遠い空
13. Scrap Alley
14. Scrambling Rock'n Roll
演奏途中でバックバンドのメンバー紹介が行われている。
15. 紙切れとバイブル
語りとボーカルが合わさる部分では、尾崎が語りを担当している。
16. Freeze Moon
17. 十七歳の地図 - SEVENTEEN'S MAP
ライブではテンポをあげて歌われることが多いが、シングル・バージョンやアルバム収録バージョンと同じテンポでの演奏となっている。

DISC2
1. 路上のルール - RULES ON THE STREET
2. 愛の消えた街 - LOVELESS TOWN
3. 核(CORE) - CORE
4. 太陽の破片
5. 街路樹 - TREES LINING A STREET
6. シェリー - Shelly
アコースティックギター1本での弾き語りのアレンジでの演奏となっている。
7. I LOVE YOU
8. 理由
アコースティックギター1本での弾き語りのアレンジでの演奏となっている。
9. 僕が僕であるために - MY SONG
アコースティックギター1本での弾き語りのアレンジでの演奏となっている。

- Blu-ray版

1. COLD WIND
2. ・ ISM
3. Driving All Night
4. 彼
5. 米軍キャンプ
6. Teenage Blue
7. 群衆の中の猫
8. Forget-me-not
9. LIFE
10. 時
11. 卒業
12. 遠い空
13. Scrap Alley
14. Scrambling Rock'n Roll
15. 紙切れとバイブル
16. Freeze Moon
17. 十七歳の地図
18. 路上のルール
19. 愛の消えた街
20. 核(CORE)
21. 太陽の破片
22. 街路樹
23. シェリー
24. I LOVE YOU
25. 理由
26. 僕が僕であるために

## 参加ミュージシャン
- 『Yutaka Ozaki & The Last Of Klaxon』
  - 尾崎豊 - ボーカル、ギター、ピアノ、ブルースハープ
  - 本多俊之 - サクソフォーン
  - 村上“ポンタ”秀一 - ドラム
  - 高水健司 - ベース
  - 土方隆行 - ギター
  - 野力奏一 - キーボード
  - 岩本章子 - コーラス
  - 山根栄子 - コーラス
  - 水島康宏 - コーラス